# Менон IV
Менон IV (на старогръцки: Mενων, Menon, † 321 пр.н.е.) е тесалийски генерал на конницата по време на Ламийската война (323–322 пр.н.е.) против Македония.
Той произлиза от Фарсала в Тесалия вероятно от фамилията на Менон от Фарсала († 400 пр.н.е.), който през късния 5 век пр.н.е. бил наемен генерал на персийския принц Кир.
При избухването на Ламийската война след смъртта на Александър Велики през 323 пр.н.е. Менон е командир на конницата (hipparchos) на страната на гърците. Той допринася за победата над генерал Леонат. През 322 пр.н.е. той е отново командир на конницата в битката при Кранон против македонците. Заедно с атинския генерал Антифил той прави неуспешен опит да се сключи мир с Антипатър.
Градовете на Тесалия след това са завладени от Македония. Менон отива при етойците. През 321 пр.н.е. той пада убит в Тесалия в битка против македонския управител Полиперхон.
Менон е баща на Фтия, която се омъжва за цар Еакид от Епир и става майка на цар Пир от Епир и на Дейдамия I, съпруга на македонския цар Деметрий I Полиоркет.